# Albert Brülls
Albert Brülls (ur. 26 marca 1937 w Anrath, zm. 28 marca 2004 w Korschenbroich) – niemiecki piłkarz występujący na pozycji pomocnika lub napastnika, reprezentant Republiki Federalnej Niemiec w latach 1959–1966, srebrny medalista mistrzostw świata, trener piłkarski.

## Kariera klubowa
Występował na pozycji rozgrywającego, lewoskrzydłowego lub napastnika. Wieloletni zawodnik Borussii Mönchengladbach, w barwach tego klubu zdobywca Pucharu Niemiec w 1960 roku. Po finałach Mistrzostw Świata 1962 przeszedł – jako pierwszy Niemiec – do Serie A, gdzie występował w Modena FC oraz AC Brescia.

## Kariera reprezentacyjna
W latach 1959–1966 wystąpił w 25 meczach reprezentacji Republiki Federalnej Niemiec. Dwukrotnie uczestniczył w finałach mistrzostw świata: w 1962 roku wystąpił w czterech meczach (zdobył gola w spotkaniu ze Szwajcarią), zaś w 1966 roku w dwóch meczach grupowych.

## Sukcesy
Republika Federalna Niemiec
- wicemistrzostwo świata: 1966

Borussia Mönchengladbach
- Puchar Niemiec: 1959/60